# One Seaport
One Seaport (también conocido como 161 Maiden Lane) es un rascacielos residencial parado en el Distrito Financiero de Manhattan, en la ciudad de Nueva York (Estados Unidos). El edificio mide 204,22 metros y tiene 57 pisos. Actualmente se inclina 7,6 cm hacia el norte debido al método para construir sus cimientos. Debido a la inclinación, el desarrollador Fortis Property Group demandó a la empresa de ingeniería Pizzarotti. Fue diseñado por el estudio de arquitectura Hill West Architects. Se completó en septiembre de 2018.
En 2017, un empleado de un subcontratista que trabajaba en el sitio murió después de caer desde el piso 29 del edificio.